# 朝阳镇站
朝阳镇站，位于中华人民共和国吉林省通化市辉南县朝阳镇，是沈吉铁路上的火车站，建于1929年，由沈阳铁路局管辖。

## 車站周邊
- 辉南县第二实验小学
- 中国铁通朝阳镇站前营业厅
- 辉南县人民政府森林防火指挥部
- 中国农业银行辉南支行营业部
- 中国移动西街通讯营业厅
- 辉南县水利局
- 辉南县第四中学
- 辉南县人力资源和社会保障局

## 歷史
- 建于1929年。

## 外部連結
- 中国铁路客户服务中心 （页面存档备份，存于）